# Воронов, Владимир Иванович (актёр)
Владимир Иванович Воронов (14 июля 1890, Одесса, Российская империя — 2 июня 1985, Ленинград, СССР) — советский актёр театра и кино, народный артист РСФСР (1947).

## Биография
Владимир Воронов родился 14 июля 1890 года в Одессе в семье мещанина. Отец умер от чахотки, когда будущему актёру было всего полтора года, и мать, которой тогда было всего 17 лет, отправила его к родственникам в Рязань. В 16 лет переехал в Санкт-Петербург в Пороховые. Работал три года сторожем при столярной мастерской Охтинского порохового завода, затем стал лаборантом химической лаборатории по испытанию пороха.
Когда при заводе организовали литературно-драматический кружок, стал членом рабочего театра, выступал на сцене Пороховского театра. Учился на частных актёрских курсах при Александринском театре, выступал в Государственном театре комической оперетты. В мае 1919 года был принят в труппу Александринского театра. Играл также в Академическом Малом оперном театре (сейчас Михайловский театр).
Умер в 1985 году, похоронен на Большеохтинском кладбище в Ленинграде.

## Награды и премии
- Орден Трудового Красного Знамени (1957).
- Орден «Знак Почёта» (1939)[2].
- Заслуженный артист РСФСР (1932).
- Народный артист РСФСР (1947).

## Творчество

### Театральные работы
- «Жёлтая кофта» Ф. Легара — Клавдий[3]
- 1930 — «Клоун» Клауса
- «Боккаччо» (либретто Н. Эрдмана и В. Масса) — молодой Кривопузети

#### Ленинградский академический театр драмы имени А. С. Пушкина
- 1931 — «Страх» А. Н. Афиногенова
- 1936 — «Лес» А. Н. Островского — Аркашка Счастливцев
- 1945 — «Великий государь» В. А. Соловьёва — Акакий, монах
- 1945 — «Школа злословия» Р. Б. Шеридана — сэр Питер Тизл
- 1946 — «Варвары» М. Горького — Притыкин
- 1951 — «Двенадцатая ночь» У. Шекспира — сэр Тоби Бэлч
- 1958 — «Почему улыбались звёзды» А. Е. Корнейчука — Леонид Тарасович Однолюб, врач

### Фильмография
1. 1925 — Аэро НТ-54

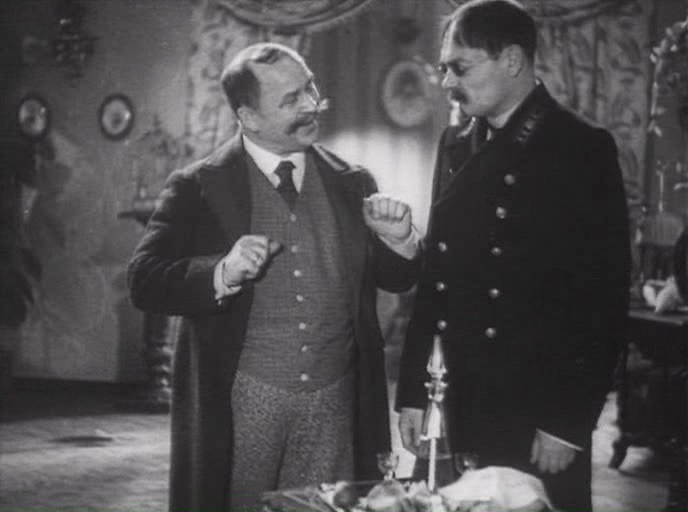
Владимир Воронов (инспектор) и Николай Хмелёв (Беликов) в фильме «Человек в футляре» (1939).

2. 1939 — Человек в футляре — инспектор
3. 1955 — Неоконченная повесть — Пономарёв, пациент
4. 1956 — Таланты и поклонники — Гаврила Петрович Мигаев, антрепренёр